# Leucocoryne angustipetala
Leucocoryne angustipetala là một loài thực vật có hoa trong họ Amaryllidaceae. Loài này được Gay mô tả khoa học đầu tiên năm 1854.